# Villaherreros
Villaherreros település Spanyolországban, Palencia tartományban. Villaherreros Villovieco, Arconada, San Mamés de Campos, Villasarracino, Castrillo de Villavega, Abia de las Torres és Osorno la Mayor községekkel határos. Lakosainak száma 209 fő (2024).

## Népesség
A település népessége az elmúlt években az alábbi módon változott:
| Lakosok száma | 267  | 252  | 229  | 239  | 229  | 212  | 203  | 201  | 226  | 209  |
|               | 2001 | 2004 | 2007 | 2009 | 2012 | 2014 | 2017 | 2019 | 2022 | 2024 |